# Rozmaring Néptáncegyüttes
A Rozmaring Néptáncegyüttes 1985-ben alakult a szlovák nemzetiségi tánchagyományok ápolására Tatabánya egyik város részében, Bánhidán.

## Előzmények
A bánhidai táncszokásokról a XX. század első feléből már vannak emlékek, leírások. Az ötvenes években a társadalmi változásokkal együtt életmódváltozás is történt, az addigi élet természetes részét képező táncszokások színpadi produkcióvá váltak, a legszebb és legkedveltebb tánclépésekből megkoreografált színpadi produkciók születtek. Bánhidán a régi Puskin Művelődési Ház adott otthont az első Bánhidai Szlovák Néptánc Együttesnek. Ezt a hagyományt folytatta a kultúrház későbbi igazgató Ocskai Simon és felesége, akik évtizedekig álltak a hagyományőrzés élén Bánhidán. Példájukat fiaik, Ocskai Simon és Tibor, majd Lacó István követte.

## A kezdet
A nyolcvanas évek elején ismét elkezdődött a szlovák hagyomány ápolása. Gyakoribbá vált a szlovák beszéd, a hagyományos szórakozási formák, táncos estek. Így született meg a Bánhida baráti Kör, Pruzsina Csaba vezetésével. Az 1985-ös farsangi „Puskin aktívák” találkozóján született meg az ötlet, hogy az egykori énekesek, zenészek, táncosok hozzák el gyerekeiket, unokáikat a Puskinba, alakítsák újra a tánccsoportot. A hagyományos bánhidai idősek napján, 1985. november 4-én apró lábak perdültek, gyerekhangok énekeltek a színpadon: „Travicka zelená, zelenáj sa…,Zöldülj, zöldülj, szép füvecske….” – ezt énekelték a Rozmaring Néptáncegyüttes alapító tagjai.

## Az együttes virágkora
A csoport vezetője Krupánszki Lajosné lett, aki szintén 18 évig táncos volt, majd C kategóriás táncoktatói bizonyítványt szerzett. Ekkor Tatabánya minden részéről érkeztek gyermekek, akik szívesen megismerkedtek a szlovák táncokkal, hagyományokkal, hiszen a csoport újraélesztésének célja a szlovák táncszokások felelevenítése, ápolása volt. A tánccsoport első kísérője harmonikával Babotán Vilmos, később Bros Stanislaw (Sztasek bácsi).
Ahogy a táncosok nőttek, a repertoár is egyre bővült. Szlovákiából is érkeztek koreográfusok, hogy északi szlovák táncokat oktassanak az ifjúságnak. Az öröklött népviseletek mellé elkészültek az új szoknyák, blúzok, és megvarratták az első méretre készült lábbeliket is. Ez lendületet adott a táncosoknak, s ekkor már a megye nemzetiségi falvait kezdték látogatni. A tánccsoport az idő előrehaladtával egyre ismertebb lett nem csak város, de megyei és országos, majd világszerte is. Az első legjelentősebb külföldi út a törökországi Atatürk fesztivál volt. Ezután az együttes szinte évente kapott külföldi meghívásokat.
1990-ben megalakult egy – elsősorban a szülőkből –, a táncosok munkáját segítő civil szervezet, a Rozmaring Néptánc Együttes Baráti Egyesület.
Táncaikat ismert koreográfusok tanították, például Hubay Győző, Marian Cupka, Jan Blaho, Lubos Michac, Lajos Gallovich. 1998-ban a Rozmaring Néptáncegyüttes és Krupánszki Lajosné  elnyerték Tatabánya Kultúrájáért-díjat. Az együttes 2005-ben ünnepelte 20 éves jubileumát.

## Vendégszereplések
- Németország: Aalen, Heidelberg, Kirchheim, Ludwigsau-Tann
- Szlovákia: Besztercebánya, Gyetva, Komárom, Turócszentmárton, Garamfő, Varannó
- Dánia: Europeade Fesztivál - Horsens
- Spanyolország
- Belgium